# Парусник антенор
 Парусник антенор (лат. Pharmacophagus antenor) — крупная бабочка из семейства Парусники. Видовое название дано в честь героя древнегреческой мифологии — Антенора

## Описание
Размах крыльев около 12—14 см.
Основной фон крыльев тёмный. На крыле есть 19 изолированных, беловатых или кремовых пятен. У самца на передних крыльях расположены кремовые пятна различной величины и формы. Такие же пятна находятся в прикорневой и центральной области задних крыльев. Вдоль края заднего крыла проходит дуга крупных серповидных бордово-красных пятен. Само крыло с синим напылением. Оканчиваются задние крылья хвостиками.
Самка немного крупнее самца. Фон её крыльев светлее, а напыление в середине заднего крыла не синее, а красноватое, изредка может быть кремово-белым или с желтоватым оттенком.

## Ареал
Эндемик Мадагаскара.

## Кормовые растения гусениц
Гусеницы питаются листьями следующих растений:
- Семейство Aristolochiaceae:
  - Aristolochia acuminata

- Семейство Combretaceae:
  - Quisqualis indica